# Virgen de la galería
Esta Virgen con Niño, conocida como Virgen de la galería (en italiano, Madonna della loggia) es una obra del pintor renacentista italiano Sandro Botticelli. Está ejecutada al temple sobre madera. Mide 72 centímetros de alto y 50 cm de ancho. Pertenece al año 1467. Actualmente, se conserva en la Galería de los Uffizi de Florencia (Italia). 
Este cuadro no está unánimemente reconocido como obra de Botticelli debido a algunos detalles, como el tono broncíneo impropio de Botticelli o la deformidad de la composición. Se aprecian igualmente numerosos retoques. No obstante, algunos críticos lo identifican como una de sus primeras obras, debido sobre todo a la definición de los paños y de la luz, más cercanos al estilo de Verrocchio que a Lippi.
Parece uno de sus experimentos iniciales sobre la forma de enmarcar la Virgen con Niño en un fondo de arquitectura clásica.
En esta Madona, como en las demás de la larga serie que pintó Botticelli, puede verse un modelo de Virgen seria, meditabunda, abstraída en su propia belleza y actuando siempre con gran seriedad. Las Madonas de Botticelli reflejan una relación más intelectual que afectuosa entre Madre e Hijo, a diferencia de lo que ocurre con las Vírgenes pintadas por Rafael Sanzio, que suelen mirar a su hijo y colaborar en sus juegos con una cierta sonrisa. 